# Handwerkskammer zu Köln

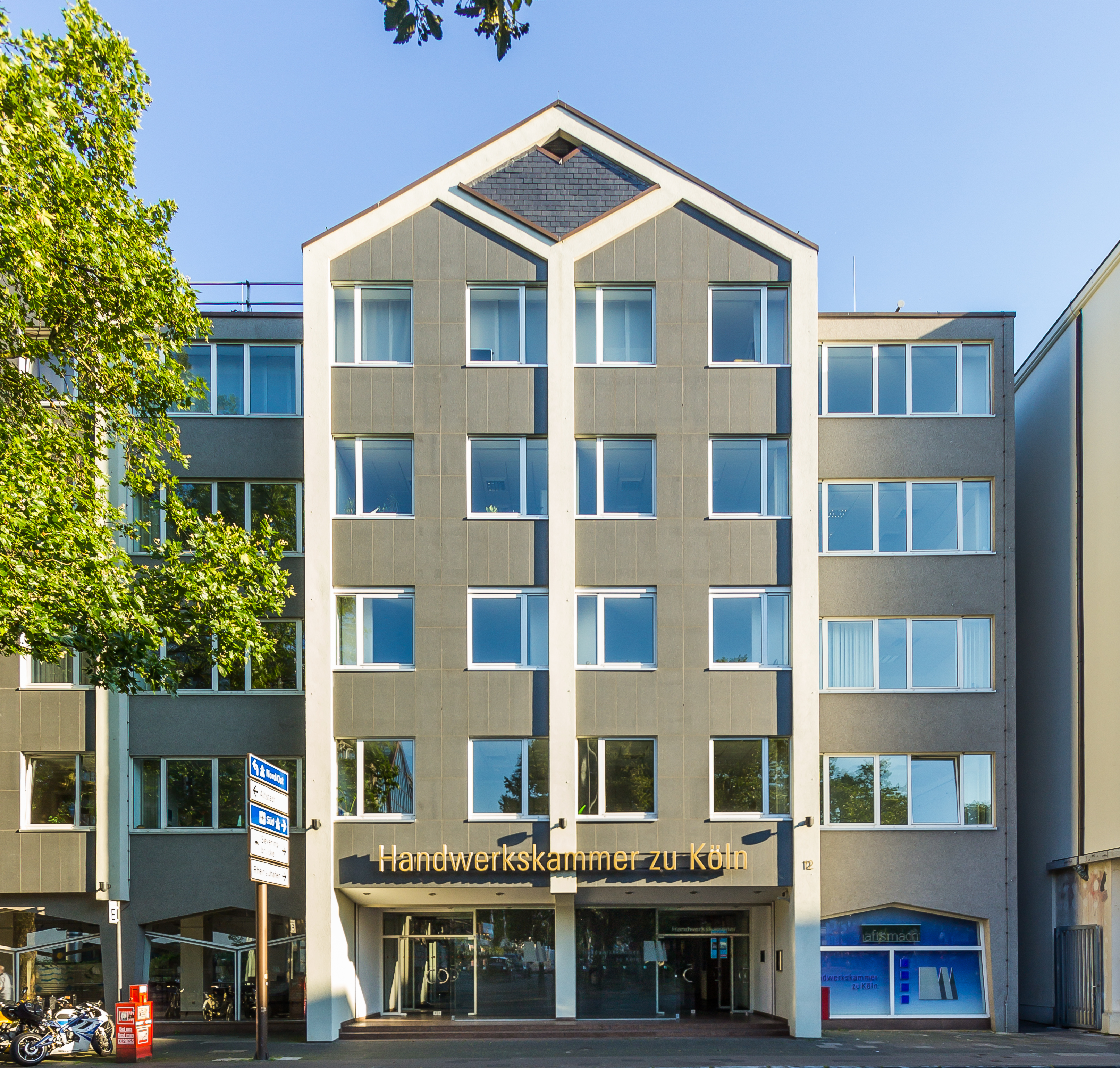
Handwerkskammer zu Köln (2016)

Die Handwerkskammer zu Köln ist eine von 53 Handwerkskammern in Deutschland. Sie hat ihren Sitz am Heumarkt in Köln.

## Gründung und Rechtsform
Ihre Gründung erfolgte am 1. April 1900 auf der Grundlage des Handwerkerschutzgesetzes vom 26. Juli 1897. Einige der über 20 Kölner Innungen beteiligten sich an der Gründung der Handwerkskammer zu Köln. Sie ist in der Rechtsform einer Körperschaft des öffentlichen Rechts organisiert, so dass Handwerkerbetriebe Zwangsmitglieder sind, wobei nach der Handwerksordnung zwischen zulassungsfreien und zulassungspflichtigen Handwerken unterschieden wird. Seit April 1900 entstanden im deutschen Reich 71 Handwerkskammern.
Erster Kölner Kammervorsitzender war der Schuhmachermeister Fritz Figge (* 1851, † 1920), der die Geschäfte bis zu seinem Tode in der Bischofsgartenstraße 5 führte. Ab 1908 residierte sie in der Machabäerstraße 34. Während der Zeit des Nationalsozialismus ging die Handwerkskammer am 1. April 1943 in der Gauwirtschaftskammer Köln auf. Ihre Neugründung erfolgte am 6. Juni 1945 durch Präsident Bernhard Günther, der die Geschäfte provisorisch in einem Schulgebäude in der Gilbachstraße 20 führte. Im Oktober 1959 bezog sie den von Hans Schilling entworfenen Neubau mit drei Giebelimitationen am Heumarkt 12; Werner Ingendaay fügte 1970 den Ostteil hinzu.

## Aufgaben
Die Aufgaben der Handwerkskammern sind in der Handwerksordnung vom 17. September 1953 geregelt. Sie vertritt die Interessen des Handwerks, berät dieses (in Rechts- und Unternehmensfragen) und organisiert Schulungen. Sie führt die Gesellen- und Meisterprüfungen durch und erteilt hierüber Gesellen- und Meisterbriefe. Die Kölner Kammer verfügt über zahlreiche Schulungszentren. Die Handwerkskammer übt die Rechtsaufsicht über die Innungen und die Kreishandwerkerschaften im Kammerbezirk aus. Zur Handwerkskammer gehören die Inhaber eines Handwerksbetriebes und des handwerksähnlichen Gewerbes sowie die Gesellen, Arbeitnehmer mit abgeschlossener Berufsausbildung und die Auszubildenden.

## Organisation
Die Handwerkskammern werden vom zuständigen Landeswirtschaftsministerium beaufsichtigt. Die Kammern fungieren als ständische Selbstverwaltungsorgane mit allgemeiner Beitragspflicht. Der am Unternehmensgewinn orientierte Grundbeitrag der Kölner Kammer ist im Vergleich zu anderen Städten mit 75 Euro niedrig (Berlin weist mit 250 Euro den höchsten Grundbeitrag auf). Ihr Kammerbezirk ist mit dem Regierungsbezirk Köln identisch und umfasst die kreisfreien Städte Köln, Bonn und Leverkusen sowie die Kreise Rhein-Sieg-Kreis, Oberbergischer Kreis, Rhein-Erft-Kreis und Rheinisch-Bergischer Kreis. Als Organe gibt es die Mitgliederversammlung, Ausschüsse, Vorstand und Präsident. Die Kölner Handwerkskammer besteht aus zwei Geschäftsführern, zwölf Vorstandsmitgliedern und 53 Vollversammlungsmitgliedern, die sich zu zwei Dritteln aus Betriebsinhabern und einem Drittel aus Arbeitnehmern zusammensetzt. Sie beschäftigt ca. 250 Mitarbeiter und vertritt ca. 33.300 Betriebe (davon sind ca. 17.500 zulassungspflichtige Betriebe) und ist damit die zweitgrößte in NRW. Sie ist Mitglied im Westdeutschen Handwerkskammertag. In der Bonner Godesberger Allee unterhält sie eine Geschäftsstelle.
Am 22. Mai 2025 wurde der Meckenheimer Tischlermeister Thomas Radermacher für fünf Jahre einstimmig von der Vollversammlung zum neuen Präsidenten gewählt; sein Vorgänger Hans Peter Wollseifer wurde zum Ehrenpräsidenten ernannt.